# Омсберг, Уайатт
Уа́йатт О́мсберг (англ. Wyatt Omsberg; 21 сентября 1995, Скарборо, Мэн, США) — американский футболист, центральный защитник клуба «Чикаго Файр».

## Карьера
Во время обучения в Дартмутском колледже в 2014—2017 годах Омсберг играл за футбольную команду вуза в Национальной ассоциации студенческого спорта.
В студенческие годы также выступал в Премьер-лиге развития: в 2016 году — за клуб «Джи Пи Эс Портленд Финикс», в 2017 году — за клуб «Сикост Юнайтед Фантомс».
19 января 2018 года на Супердрафте MLS Омсберг был выбран в первом раунде под общим 15-м номером клубом «Миннесота Юнайтед». Контракт с ним клуб подписал 28 февраля. Его профессиональный дебют состоялся 24 марта в матче против «Нью-Йорк Ред Буллз».
26 апреля 2018 года Омсберг был отправлен в аренду в клуб USL «Талса Рафнекс». Дебютировал за «Рафнекс» 28 апреля в матче против «Сакраменто Рипаблик».
4 апреля 2019 года Омсберг был отдан в аренду аффилированному клубу «Форвард Мэдисон» из новообразованной лиги USL-1. 6 апреля участвовал в дебютном матче нового клуба, соперником в котором была «Чаттануга Ред Вулвз».
11 февраля 2020 года «Миннесота Юнайтед» обменяла Омсберга в «Чикаго Файр» на Рахима Эдвардса. За «Чикаго Файр» он дебютировал 14 июля в матче первого тура турнира MLS is Back против «Сиэтл Саундерс», в котором вышел на замену во втором тайме.

## Статистика
| Выступление              | Выступление      | Выступление      | Лига | Лига | Плей-офф | Плей-офф | Кубок | Кубок | ЛЧ КОНКАКАФ | ЛЧ КОНКАКАФ | Итого | Итого |
| Клуб                     | Лига             | Сезон            | Игры | Голы | Игры     | Голы     | Игры  | Голы  | Игры        | Голы        | Игры  | Голы  |
| ------------------------ | ---------------- | ---------------- | ---- | ---- | -------- | -------- | ----- | ----- | ----------- | ----------- | ----- | ----- |
| Миннесота Юнайтед        | MLS              | 2018             | 7    | 0    | —        | —        | 0     | 0     | —           | —           | 7     | 0     |
| Миннесота Юнайтед        | MLS              | 2019             | 0    | 0    | 0        | 0        | 1     | 0     | —           | —           | 1     | 0     |
| Миннесота Юнайтед        | Итого            | Итого            | 7    | 0    | 0        | 0        | 1     | 0     | —           | —           | 8     | 0     |
| Талса Рафнекс (аренда)   | USL              | 2018             | 4    | 0    | —        | —        | —     | —     | —           | —           | 4     | 0     |
| Талса Рафнекс (аренда)   | Итого            | Итого            | 4    | 0    | —        | —        | —     | —     | —           | —           | 4     | 0     |
| Форвард Мэдисон (аренда) | USL1             | 2019             | 14   | 0    | 1        | 0        | —     | —     | —           | —           | 15    | 0     |
| Форвард Мэдисон (аренда) | Итого            | Итого            | 14   | 0    | 1        | 0        | —     | —     | —           | —           | 15    | 0     |
| Чикаго Файр              | MLS              | 2020             | 1    | 0    | 0        | 0        | 0     | 0     | —           | —           | 1     | 0     |
| Чикаго Файр              | Итого            | Итого            | 1    | 0    | 0        | 0        | 0     | 0     | —           | —           | 1     | 0     |
| Всего за карьеру         | Всего за карьеру | Всего за карьеру | 26   | 0    | 1        | 0        | 1     | 0     | —           | —           | 28    | 0     |